# Gasolina (canción)
«Gasolina» es una canción de Reguetón escrita por Daddy Yankee y Eddie Dee. Fue lanzada bajo su disco Barrio fino en el año 2004, fue grabada a finales del 2003, además de ser sencillo principal del álbum de estudio del cantante en 2005.

## Recepción
En Estados Unidos fue la segunda canción de reguetón más escuchada del año 2010 con 595.000 descargas escaneadas por Nielsen SoundScan.
En 2021, la revista Rolling Stone ubicó esta canción en el puesto número 50 en su lista de las 500 mejores canciones de todos los tiempos .
En 2023, la Biblioteca del Congreso de Estados Unidos incluyó Gasolina en el Registro Nacional de Grabaciones, convirtiéndose en la primera canción de reguetón incluida en esta lista.
En 2004, el sencillo fue reconocido por Billboard en la lista de "The 100 Greatest songs of 2004" (Las 100 grandes canciones del 2004).
En 2024, el sencillo fue reconocido por la revista de Rolling Stone como la primera canción global del género.
En el 2024, el sencillo fue certificado 33x (Platino) en Estados Unidos por vender 1,98 millones de copias por Recording Industry Association of America.

## Antecedentes
«Gasolina» se convirtió en un éxito mundial convirtiéndose en la primera canción en la historia del reguetón en llegar a ocupar puestos altos en las listas musicales más importantes como el Hot Latin Songs, Billboard Hot 100 y el European Hot 100, además de ser la primera canción urbana en ser nominada a los Premios Grammy Latinos, por lo que Daddy Yankee empezó a ganar una gran popularidad. Así, se convirtió en un éxito en Puerto Rico y el resto de América Latina, el Caribe, Estados Unidos, Canadá y Europa. «Gasolina» logró que el reguetón fuera escuchado en el mundo, La canción se mantuvo fiel al estilo musical de reguetón, de ritmos sintetizados con un estribillo pegadizo.

## Lista de canciones

### Sencillo en CD
| N.º | Título                                                     | Duración |  |
| 1.  | «Gasolina»                                                 | 3:16     |  |
| 2.  | «Gasolina Remix» (Featuring N.O.R.E., Gem Star & Big Mato) | 4:51     |  |
| 3.  | «Gasolina (Instrumental)»                                  | 3:14     |  |

### CD Single 2 by Luny Tunes
| N.º | Título                                         | Duración |  |
| 1.  | «King daddy»                                   | 2:37     |  |
| 2.  | «Gasolina»                                     | 3:16     |  |
| 3.  | «Like you» (Featuring Raymond Acosta & Valery) | 3:27     |  |
| 4.  | «King daddy (Instrumental)»                    | 2:31     |  |
| 5.  | «Gasolina (Instrumental)»                      | 3:14     |  |

### Gasolina Remixes
| N.º | Título                                                       | Duración |  |
| 1.  | «Gasolina»                                                   | 3:16     |  |
| 2.  | «Gasolina (remix)» (Featuring N.O.R.E., Pitbull & Lil Jon)   | 4:42     |  |
| 3.  | «Gasolina (remix)» (Featuring N.O.R.E., Gem Star & Big Mato) | 4:51     |  |
| 4.  | «Gasolina (DJ Budda remix)» (Featuring N.O.R.E. & Pitbull)   | 4:48     |  |
| 5.  | «Gasolina (instrumental)»                                    | 3:14     |  |
| 6.  | «Gasolina (DJ Kazzanova remix)» (Featuring Mr. Vegaz)        | 3:23     |  |
| 7.  | «Gasolina (Blasterjaxx Remix)»                               | 3:51     |  |

## Usos comerciales y presentaciones en vivo
- Durante su actuación en los Premios Lo Nuestro del 2005, Daddy Yankee entró en el show en un Lamborghini rojo, que se bajó desde el techo del American Airlines Arena en Miami, mientras canta Gasolina . Este momento fue votado como el mejor momento de la serie por los votantes en línea en la página en la red de Univisión.[10]
- La canción fue incluida en la película de comedia de 2006, The Benchwarmers, también apareció en Fast Food Nation. y en Pokémon en el episodio El Claydol gigante / Claydol, el gigante donde el Team Rocket canta la canción mientras espian en el doblaje latino
- La canción se utiliza como una canción de calentamiento por el New York Mets lanzador Johan Santana y los Texas Rangers cerca Neftalí Féliz , así como Julio Lugo da pie hasta la música.
- La canción fue utilizada en una campaña de anuncios de televisión para el 2006 Citroën C2 Deejay, que se desarrolló a través de la primavera y el verano de 2005.[11]
- En un acto de campaña por el candidato presidencial republicano John McCain, Daddy Yankee respaldó a McCain y lleva a cabo esta canción en vivo para estudiantes de High central de Phoenix. The New York Times blogger ha cuestionado si McCain y su campaña entendieron el doble sentido de la canción.[12]
- La canción se utiliza en una parte de la Universal Studios Tour (Hollywood).
- en 2023 se lanzo un remix safari riot de la canción que formó parte del soundtrack oficial de la película Fast X de Universal Pictures estrenada ese año, el remix fue hecho por Myke Towers en colaboración con Daddy Yankee